# 下落合 (新宿区)
下落合（しもおちあい）は、東京都新宿区の町名。現行行政地名は下落合一丁目から下落合四丁目。住居表示は実施済みの地域。

## 地理
新宿区の北西部に位置する。
東から時計回りに、豊島区目白、新宿区高田馬場、新宿区上落合、新宿区中落合、に隣接する。

### 河川
- 妙正寺川
- 神田川

### 概要
下落合は台地部と神田川沿いの低地部で異なった様相を呈する。妙正寺川と神田川の合流点が落合の名の由来で、水利によって江戸時代初期から染色工業の中心地の一つとして賑わい、現在でも洗張や、クリーニング工場など繊維関連企業が集中している。河川拡幅竣工以前は、台風や集中豪雨の度に警戒水位到達を報知するサイレンが鳴り響き、洪水も頻発していた。

### 地価
住宅地の地価は、2025年（令和7年）1月1日の公示地価によれば、下落合2-18-11の地点で119万円/m2、下落合4-17-3の地点で81万3000円/m2となっている。

## 歴史

### 沿革
- 1878年11月2日 - 郡区町村編制法施行により南豊島郡下落合村となる。
- 1889年5月1日 - 町村制施行により南豊島郡落合村が発足し、下落合村は落合村大字下落合となる。
- 1896年4月1日 - 豊多摩郡落合村となる。
- 1900年 - 近衛家が土地を購入。その他の大地主は宇田川家、相馬家、福室家、早稲田大学（大隈家）など。
- 1917年 - 堤康次郎が、自転車用タイヤ・チューブ工場の東京護謨株式会社（後の西武ゴム → 西武ポリマ化成 → 西武ポリマ化工）を当地で創業。併せて、周辺の地所を買収し、後の西武グループ発展の礎を築く。
- 1922年 - 近衛家が、堤の箱根土地（後のコクド）に所有地を売却。堤は、その周辺で取得した土地を含め『目白文化村』と名付けて分譲開始。
- 1923年9月1日 - 関東大震災発生。都心で被災した住民が、被害の少なかった目白文化村に流入し、人口急増。
- 1924年2月1日 - 町制施行。
- 1927年4月16日 - 西武鉄道（初代）村山線（現在の西武新宿線）下落合駅開業。
- 1928年9月10日 - 下落合交番勤務の巡査が射殺される事件が発生（ピストル一平事件）[8]。
- 1930年7月3日 - 下落合駅が西に約300M移転、現在地に。
- 1932年10月1日 - 東京市淀橋区発足にともない、落合町が東京市に編入され、（旧）下落合一丁目から下落合五丁目に区分される。
- 1935年3月 - 航空機部品メーカーの関東重工業（後のフタバ産業）が本社工場を開設。協力工場が軒を連ねて活況を呈する。
- 1944年～1945年 - 建物疎開と東京大空襲で、軍需工場を中心とした低地の大部分が焦土化。
- 1947年3月15日 - 淀橋区が四谷区・牛込区と合併し、新宿区が発足する。
- 1960年代 - 新目白通り（通称『十三間道路』、東京都道8号千代田練馬田無線）が『オリンピック道路』として整備され、大規模な区画整理が行われる。
- 1972年1月1日 - 住居表示が実施され、（現）下落合一丁目から下落合四丁目が発足。
- 1975年3月 - 西武ポリマ化成が埼玉工場に移転。跡地を新宿区が買い上げ、落合中央公園に。
- 1978年4月6日 - 集中豪雨により神田川が下落合一丁目の田島橋付近で氾濫。約300戸が床上浸水、約200戸が床下浸水[9]。

## 世帯数と人口
2025年（令和7年）3月1日現在（新宿区発表）の世帯数と人口は以下の通りである。
| 丁目         | 世帯数    | 人口     |
| ------------ | --------- | -------- |
| 下落合一丁目 | 2,109世帯 | 2,762人  |
| 下落合二丁目 | 2,269世帯 | 3,883人  |
| 下落合三丁目 | 2,744世帯 | 4,641人  |
| 下落合四丁目 | 2,838世帯 | 4,549人  |
| 計           | 9,960世帯 | 15,835人 |

### 人口の変遷
国勢調査による人口の推移。
| 年                 | 人口   |
| ------------------ | ------ |
| 1995年（平成7年）  | 12,878 |
| 2000年（平成12年） | 13,321 |
| 2005年（平成17年） | 14,038 |
| 2010年（平成22年） | 14,485 |
| 2015年（平成27年） | 14,805 |
| 2020年（令和2年）  | 15,625 |

### 世帯数の変遷
国勢調査による世帯数の推移。
| 年                 | 世帯数 |
| ------------------ | ------ |
| 1995年（平成7年）  | 6,283  |
| 2000年（平成12年） | 6,981  |
| 2005年（平成17年） | 7,733  |
| 2010年（平成22年） | 8,341  |
| 2015年（平成27年） | 8,655  |
| 2020年（令和2年）  | 9,564  |

## 学区
区立小・中学校に通う場合、学区は以下の通りとなる（2018年8月時点）。
| 丁目         | 番地             | 小学校         | 中学校       |
| ------------ | ---------------- | -------------- | ------------ |
| 下落合一丁目 | 12～13番         | 戸塚第三小学校 | 西戸山中学校 |
| 下落合一丁目 | 17番             | 落合第二小学校 | 西戸山中学校 |
| 下落合一丁目 | 1～11番 14～16番 | 落合第四小学校 | 落合中学校   |
| 下落合二丁目 | 全域             | 落合第四小学校 | 落合中学校   |
| 下落合三丁目 | 全域             | 落合第四小学校 | 落合中学校   |
| 下落合四丁目 | 全域             | 落合第四小学校 | 落合中学校   |

## 関係者
出身者
- 正仁親王妃華子（皇族） - 下落合にあった津軽伯爵邸生まれ。
- 相馬孟胤 - 現在のおとめ山公園に同人が住む相馬子爵邸があった[17]。
- 田村奈巳（女優） - 下落合生まれ。両親は田村しげると寺尾智沙。

居住その他ゆかりある人物
- 安倍能成（哲学者、第一高等学校長[18]、文部大臣） - 下落合に居住[18]。
- 井上敏夫（海軍少将、衆議院議員） - 下落合に居住[19]。
- 小平権一（農林官僚、衆議院議員） - 下落合に居住[20]。
- 近衛篤麿、近衛文麿 - 現在のおとめ山公園をも含めた近衛公爵家の所有地に居住していた[注釈 1]。
- 堤康次郎（西武グループ創業者、衆議院議員） - 下落合に居住[21]。
- 赤塚不二夫（漫画家） - 下落合駅界隈の中落合1丁目。
- タモリ（お笑い芸人） - 無名時代に一時、赤塚宅に居候。
- 舟橋聖一（作家） - 現在の舟橋聖一記念文篤館
- 川路柳虹（詩人） - 下落合に居住。三島由紀夫#生涯も参照[22][23]。
- 林美雄（TBSアナウンサー） - 若手時代、下落合に居住。

## 事業所
2021年（令和3年）現在の経済センサス調査による事業所数と従業員数は以下の通りである。
| 丁目         | 事業所数  | 従業員数 |
| ------------ | --------- | -------- |
| 下落合一丁目 | 169事業所 | 2,483人  |
| 下落合二丁目 | 109事業所 | 1,639人  |
| 下落合三丁目 | 221事業所 | 1,697人  |
| 下落合四丁目 | 119事業所 | 1,122人  |
| 計           | 618事業所 | 6,941人  |

### 事業者数の変遷
経済センサスによる事業所数の推移。
| 年                 | 事業者数 |
| ------------------ | -------- |
| 2016年（平成28年） | 579      |
| 2021年（令和3年）  | 618      |

### 従業員数の変遷
経済センサスによる従業員数の推移。
| 年                 | 従業員数 |
| ------------------ | -------- |
| 2016年（平成28年） | 6,122    |
| 2021年（令和3年）  | 6,941    |

## 交通

### 鉄道
| 街区内の駅                   |
| ---------------------------- |
| 西武新宿線 - 下落合駅(SS 03) |

### 道路
- 新目白通り
- 目白通り

### バス
- 関東バス（宿02系統） - 聖母坂通り。下落合駅に停車。
- 都営バス（白61系統、池65系統、練68系統） - 目白通り
- 西武バス（宿20系統、高速バス各線） - 宿20系統は目白通り、高速バスは新目白通り上の下落合駅停留所に停車

## 施設
- 上智大学目白聖母キャンパス - 元は聖母大学（旧聖母短大）。隣接する社会福祉法人聖母会 聖母病院・高齢者福祉センター聖母ホームは中落合に所在。
- 日本聖書神学校（学校法人聖経学園）
- 氷川神社
- 東京富士大学
- エステー本社
- 神田精養軒
- おとめ山公園・下落合野鳥の森公園 - 新宿区立公園、元将軍家御狩場
- 落合中央公園 - 西武ポリマ化成跡地
- 東京都下水道局落合水再生センター・都営バス小滝橋営業所 - 関東重工業跡地
- 一水会本部
- 世界経済共同体党本部
- 財団法人学徒援護会（内外学生センター） - 2008年当地から移転、現在は他団体と合併して独立行政法人日本学生支援機構。

## その他

### 日本郵便
- 郵便番号 : 161-0033[3]（集配局 : 落合郵便局[26]）。